# 알레고리

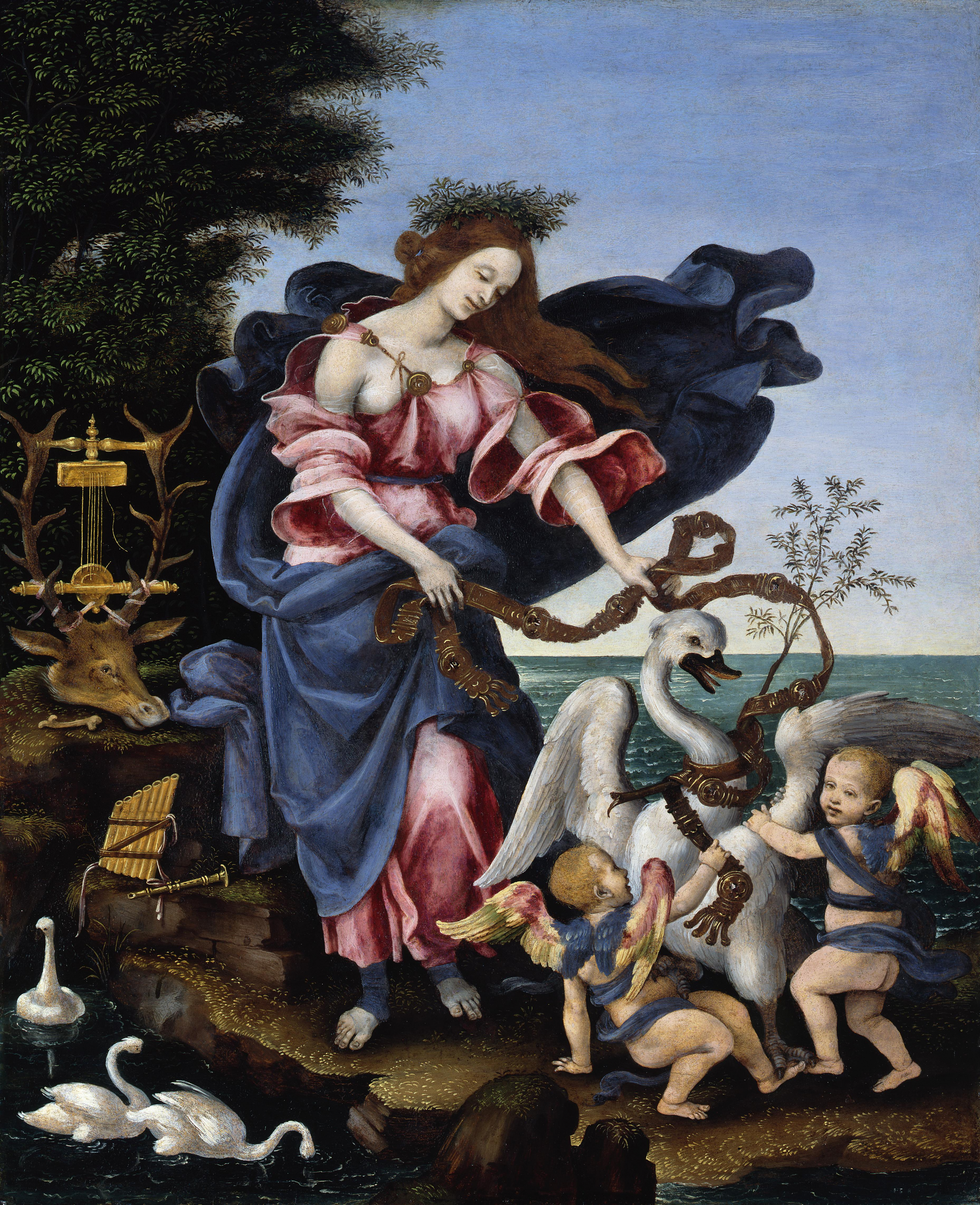
필리피노 리피의 《음악의 우의》. 화판에 템페라, 61 × 51 cm, c. 1500.
이 예에서, 리피는 하이 르네상스 동안의 유명한 상징들을 사용한다. 그 중 많은 것이 그리스 신화를 참조했다.

알레고리(allegory)는 은유적으로 의미를 전하는 표현 양식으로, 주로 문학에서 사용된다. 때론 우의(寓意), 풍유(諷喩)로 불리기도 한다. 텍스트 해석에 있어는 잘 알려진 용어로 중세에 잘 사용되었던 알레고리(풍유적) 해석이 있다.
알레고리는 일반적으로 수사학의 형식으로 간주되지만 항상 언어를 통해 표현되지는 않는다. 눈짓을 가리키는 말일 수도 있고, 사실적인 회화나 조각, 의사적이거나 재현적인 예술에서도 흔히 찾아볼 수 있다.
이 단어의 어원은 단어의 일반적인 용례보다 더 넓은 의미를 지니고 있다. 비록 다른 수사학적인 개념들과 유사하지만, 알레고리는 그 상세함에서 은유보다 길게 지속되고 더 충만한 의미를 담고 있으며, 유추가 이성이나 논리에 호소하는 데 반해 알레고리는 상상에 호소한다. 우화는 하나의 명확한 교훈을 가진 짧은 알레고리로 들 수 있다. 일반적으로 은유가 단어나 문장에 사용되는 개념이라고 한다면 알레고리는 우화처럼 이야기 전체 등으로 훨씬 큰 범위를 지닌 개념이라고 할 수 있다.
많은 이야기는 저자가 표명한 의미와 관계없이 알레고리로 해석되기도 한다. 예를 들어, 많은 사람들은 《반지의 제왕》을 세계 대전의 알레고리로 제시했지만, 사실 그것은 제2차 세계 대전이 발발하기 이전에 쓰였고 저자인 J.R.R. 톨킨은 미국판의 서문에서 다음과 같이 강조하며 말한 바 있다. “우의적이지도 시사적이지도 않다…나는 나이가 들어가면서 항상 진심으로 알레고리를 싫어해 왔고, 그 존재를 찾아내고자 충분한 주의를 기울이고 있다.”
노스럽 프라이는 그가 이름 붙인 ‘알레고리의 연속’과 《요정 여왕》의 ‘솔직한 알레고리’, 현대의 역설 문학에 담긴 더 사적인 알레고리에 대해 논했다. 그의 관점에서 보면, ‘솔직한’ 알레고리를 가진 인물은 각각의 개별적인 인격과 윤리적 특성이나 다른 추상적 개념을 구체화하는 사건들을 위해 입체적이지 않은 인물이 된다. 알레고리가 먼저 선택되고 나머지 세부 사항에 살을 붙이는 것이다.

## 같이 보기
- 플라톤의 우화 해석
- 알레고리 성경해석
- 프리메이슨
- 비화
- 기호학

### 읽어 보기
- 노스럽 프라이, 《비평의 해부》
- 미셸 푸코, 《사물의 질서》